# Christine Ay Tjoe
Christine Ay Tjoe, eller Ay Tjoe Christine, född 1973, är en av Indonesiens mest erkända samtida konstnärer.
Ay Tjoe fick konstnärlig utbildning vid Institut Teknologi Bandung (ITB). Hon har arbetat med flera olika medier, men till en början främst torrnålsgravyr och senare främst målning i olja och akryl. Ay Tjoes verk har ofta en hög grad av abstraktion i ett undersökande av människans inre tankar och känslor.
Christine Ay Tjoes verk har visats på flera internationella utställningar, regelbundet i Sydostasien men även i till exempel New York, London, Berlin och Peking. År 2011 vann hon Philip Morris Indonesia Art Award och 2015 Prudential Eye Award som Best Emerging Artist i kategorin målning.
Hon är bosatt i Bandung, Indonesiens tredje största stad.